# Сарацени
Сарацени (лат. Saraceni, стгрч. Σαρακηνοί — „источни људи” ← арап. شرق — шарк — „исток”) номадско племе Бедуина, које је живјело дуж границе Сирије. Тај народ помиње још грчки научник из 1. и 2. вијека н. е. Клаудије Птолемеј и римски историчар из 4. вијека Амијан Маркелин.
Термин Сарацени је био општи назив за арапске муслимане у широкој употреби међу хришћанским писцима у Европи током средњег вијека. До 12. вијека, „Сарацен” постаје синоним за „муслимана” у средњовијековној латинској литератури.
Данас историчари користе овај назив за становништво Арапског калифата у периоду од 7. по 13. вијека (до освојења Абасидског калифата, као посљедице блискоисточног похода Монгола).

## Мијењање значења термина током историје
Значење термина се мијењало током историје.
У раним вијековима нове ере, грчки и латински писци су користили овај термин за људе који живе у пустињским областима у близини римске провинције Арабије. Разликовали су се од људи који су били познати као Арапи. 
Најприје се „Сарацени” у виду лат. „Araceni” помињу у шестој книзи „Природне историје” Плинија Старијег (VI. 157)  (трећа четвртина 1. вијека), у „Арабици” Уранија (Fr. 11) (1. вијек), затим у „Приручнику географије” Клаудија Птоломеја (средина 2. вијека) у списку народа Срећне Арабије (131; 6. 7.21).
У Европи током раног средњег вијека, термин се почиње везивати са арапским племенима. 
Поједини аутори, као на примјер, Јевтимије Зигабен неосновано су повезивали ријеч „Сарацени” с именом библијске Саре.
До 12. вијека, „Сарацен” постаје синоним за „муслимана” у средњовијековној латинској литератури. Ширење тог значења појма Сарацен почело је вијековима раније међу Византијцима, као што се види у документима из 8. вијека. У вријеме крсташких похода европски аутори почели су да називају Сараценима све муслимане, често користећи као синоним назив „Маври”. Најчешће се, у вријеме крсташких похода, овај термин везивао за Турке муслимане, који су успјешно војевали против крсташа.
У западним језицима прије 16. вијека, „Сарацен” је био општи назив за Арапе муслимане, а ријечи „ислам” и „муслиман” нису биле у општој употреби (осим у неким појединачним случајевима).